# Tony Crane
J. Anthony Crane, (Los Angeles, Califórnia dia 19 de Outubro de 1972) é um ator americano. Teve um papel importante no filme O Mestre Dos Desejos de 1997, como Josh Aickman o amigo, e possível interesse amoroso da personagem principal do filme Alexandra Amberson, mas foi na série americana The Big Easy como Remy McSwain que obteve seu maior papel de destaque.[carece de fontes?] Também já participou várias peças famosas na Broadway, e desde 2010 atua no seu papel mais importante nos palcos, como Scar o tio malvado de Simba, na adaptação musical do aclamado desenho da Disney, O Rei Leão.

## Biografia
Filho de Paul H. Crane, um proeminente ginecologista em Los Angeles,[carece de fontes?] e Susan E. Crane. Irmão mais velho de Greg, Caitlyn, Alanna, Danielle e Alex. Ele também é um pintor e fotógrafo.
Começou fazendo peças no colégio. Mais tarde, ele frequentou a Universidade Northwestern, em Chicago e obteve seu B.S. (Bachelor of Science, equivalente a licenciatura) em Teatro. Enquanto estudava, ele fez várias peças de Shakespeare e de outros autores, como "Our Country's Good" e "The Glass Menagerie". Ele já trabalhou em peças, tanto na Califórnia como em Nova York.
Fez o curso de aperfeiçoamento na Royal National Theatre em Londres, e é membro da AEA (Actors Equity Association).

## Anos 80
Começou a carreira, fazendo pequenos papéis em séries, como Roger em Caras e Caretas, Johnny Swanko em Roseanne, Bob em Day by Day e em filmes, como Teenage Boy em A Guerra dos Roses.

## Anos 90, The Big Easy e O Mestre dos Desejos
Foi nos anos 90 em que teve sua maior repercussão no cinema e na TV, como o detetive policial Remy McSwain na série da USA Network, The Big Easy. E no cinema com o personagem Josh Aickman, embora coadjuvante, tem um papel notório em O Mestre Dos Desejos.
Tony Crane ainda fez outros trabalhos, na tv interpretou: Jeffrey Cummings em Out of This World, Mike em Frasier, Young Clive em O Toque de um Anjo, Lt. Brian Nelson em JAG - Ases Invencíveis e Ben Goldberg em Wasteland.
No cinema interpretou: Bo em An American Summer, Josh Grant em If Looks Could Kill e Ben em Slice & Dice.

## Anos 2000
Sua mãe faleceu em 2002, levando-o a considerar deixar de atuar.[carece de fontes?] Em vez disso, ele se mudou para Nova York para prosseguir a sua carreira, apostando no teatro, tanto na Broadway, como Off-Bradway, peças normais e musicais, incluindo turnês para fora do país.
Em 2004, enquanto fazia a peça Off-Broadway Os Irmãos Karamazov Parte II no papel de Dimitry em Nova York, era obrigado a deixar um bigode devido a seu personagem, o que lhe rendia olhares de desaprovação dos novaiorquinos, e ele tinha sempre de explicar o motivo de seu bigode.
Mas sua peça mais importante até agora é no musical The Lion King, no papel de Scar o tio malvado de Simba.
Outras peças: Butley com dois personagens Joseph Keyston e Reg Nuttall, Spamalot como Sir Lancelot, Lost in Yonkers como Louie,[carece de fontes?] Sight Unseen como Jonathan Waxman[carece de fontes?] The Winslow Boy com 3 personagens Desmond Curry, Fred e Sir Robert Morton e The Odd Couple como Oscar Madison.
Na TV Crane fez participações nas séries: CSI: Investigação Criminal como Officer Joe Tyner, O Desafio como Daniel Carrington, A Juíza como Roger, As Espiãs como Dr. Sidney Fine, Parceiros da Vida como Hershel, Seis Graus de Separação como Bill Huntzinger, Life on Mars como The Unseen Man e Ugly Betty como Store Manager.
No cinema fez participações no filmes: Slice & Dice como Ben, March como Todd Harper, Dying on the Edge como Lenny Minnow, Simone, estrelado por Al Pacino como Lenny e Shadows and Lies como Corporate Man.

## Filmografia

### Séries
| Ano       | Título                         | Título no Brasil           | Papel                                                  | Notas                                         |
| --------- | ------------------------------ | -------------------------- | ------------------------------------------------------ | --------------------------------------------- |
| 1987      | Family Ties                    | Caras & Caretas            | Roger                                                  | 1 episódio: "Dream Date"                      |
| 1989      | Roseanne                       | Roseanne                   | Johnny Swanko                                          | 1 episódio: "Becky's Choice"                  |
| 1989      | Day by Day                     |                            | Bob                                                    | 3 episódios                                   |
| 1990-1991 | Out of This World              |                            | Jeffrey Cummings                                       | 13 episódios                                  |
| 1995      | Frasier                        |                            | Mike                                                   | 1 episódio: "Agents in America: Part 3"       |
| 1996-1997 | The Big Easy                   |                            | Remy McSwain                                           | 35 episódios - Protagonista                   |
| 1997      | Touched by an Angel            | O Toque de um Anjo         | Young Clive                                            | 1 episódio: "Charades"                        |
| 1999      | JAG                            | JAG - Ases Invencíveis     | Lt. Brian Nelson                                       | 1 episódio: "The Return"                      |
| 1999      | Wasteland                      |                            | Ben Goldberg                                           | 1 episódio: "Empty Pockets"                   |
| 2000      | CSI: Crime Scene Investigation | CSI: Investigação Criminal | Officer Joe Tyner                                      | 1 episódio: "Who Are You?"                    |
| 2002      | The Practice                   | O Desafio                  | Daniel Carrington                                      | 1 episódio: "The Return of Joey Heric"        |
| 2002      | Judging Amy                    | A Juíza                    | Roger                                                  | 1 episódio: "The Frozen Zone"                 |
| 2003      | She Spies                      | As Espiãs                  | Dr. Sidney Fine                                        | 1 episódio: "Daze of Future Past"             |
| 2004      | Third Watch                    | Parceiros da Vida          | Hershel                                                | 1 episódio: "Obsession"                       |
| 2006      | Six Degrees                    | Seis Graus de Separação    | Bill Huntzinger                                        | 1 episódio: "A New Light"                     |
| 2009      | Life on Mars                   |                            | The Unseen Man                                         | 1 episódio: "Take a Look at the Lawmen"       |
| 2009      | Ugly Betty                     | Ugly Betty                 | Store Manager                                          | 1 episódio: "The Courtship of Betty's Father" |
| 2015      | Elementary                     | Elementaríssimo            | Everett Keck                                           | 1 episódio: "Absconded"                       |
| 2017      | Madam Secretary                |                            | Nick Unterberger                                       | 1 episódio: "Gift Horse"                      |
| 2017      | Chicago P.D.                   | Chicago P.D. - Distrito 21 | Jimmy Sanguinetti                                      | 2 episódios                                   |
| 2020      | Monsterland                    |                            | Senator Fletcher                                       | 1 episódio: "New York, New York"              |
| 2021      | FBI                            |                            | Mickey Doak                                            | 1 episódio: "All That Glitters"               |
| 2021      | Succession                     |                            | Vic Schmidt                                            | 1 episódio: "What It Takes"                   |
| 2022      | Blue Bloods                    |                            | Detective Giorgio (T12E20) Detective Hannigan (T13E05) | 2 episódios                                   |
| 2023      | Dead Ringers                   | Gêmeas: Mórbida Semelhança | Nick                                                   | 1 episódio: "Four"                            |

### Filmes
| Ano  | Titulo                  | Título no Brasil     | Papel         | Formato             |
| ---- | ----------------------- | -------------------- | ------------- | ------------------- |
| 1989 | The War of the Roses    | A Guerra dos Roses   | Teenage Boy   | Longa-metragem      |
| 1991 | An American Summer      |                      | Bo            | Longa-metragem      |
| 1996 | If Looks Could Kill     | Ato Imoral           | Josh Grant    | Longa-metragem (TV) |
| 1997 | Wishmaster              | O Mestre Dos Desejos | Josh Aickman  | Longa-metragem      |
| 2000 | Slice & Dice            |                      | Ben           | Longa-metragem      |
| 2001 | Dying on the Edge       |                      | Lenny Minnow  | Longa-metragem      |
| 2001 | March                   |                      | Todd Harper   | Longa-metragem      |
| 2002 | S1m0ne                  | Simone               | Lenny         | Longa-metragem      |
| 2010 | Shadows and Lies        | Sombras e Mentiras   | Corporate Man | Longa-metragem      |
| 2015 | But Not for Me          |                      | Rod           | Longa-metragem      |
| 2022 | After the Worst Happens |                      | Malcolm       | Curta-metragem      |
| 2022 | Respect the Jux         |                      | Hutcherson    | Longa-metragem      |

### Teatro
| Ano           | Título                       | Personagem                           | Local                                  | Cidade                |
| ------------- | ---------------------------- | ------------------------------------ | -------------------------------------- | --------------------- |
| 2004          | Os Irmãos Karamazov Parte II | Dimitry                              | Off Broadway                           | New York City, NY     |
| 2007          | Butley                       | Joseph Keyston Reg Nuttall           | Broadway                               | New York City, NY     |
| 2007-2008     | Spamalot                     | Sir Lancelot                         | Broadway - Grail Theater               | Las Vegas, Nevada     |
| 2008          | Sight Unseen                 | Jonathan Waxman                      | Broadway - Old Globe Theatre           | San Diego, Califórnia |
| 2010          | Lost in Yonkers              | Louie                                | Off-Broadway - Paper Mill Playhouse    | Millburn, Nova Jersey |
| 2010-presente | The Lion King (musical)      | Scar                                 | Broadway                               | New York City, NY     |
| 2013          | The Winslow Boy              | Desmond Curry Fred Sir Robert Morton | Broadway                               | New York City, NY     |
| 2013          | The Odd Couple               | Oscar Madison                        | Off-Broadway - Dallas Theater Center's | Dallas, Texas         |
| 2014          | The Country House            | Elliot Cooper Michael Astor          | Broadway                               | New York City, NY     |
| 2022-2023     | Between Riverside and Crazy  | Lieutenant Caro                      | Broadway                               | New York City, NY     |

### Videogame
| Ano  | Título                 | Personagem  | Notas    |
| ---- | ---------------------- | ----------- | -------- |
| 2018 | Red Dead Redemption II | Nathan Kirk | Dublador |